# 塔扎省
34°13′26″N 4°00′24″W / 34.22389°N 4.00667°W
塔扎省（阿拉伯语：‎），是摩洛哥的省份，位於該國東北部，由非斯-梅克內斯大區負責管轄，首府設於塔扎，面積1,502平方公里，2004年人口743,237，人口密度每平方公里495人。